# Brian Thompson meggyilkolása
2024. december 4. reggelén a UnitedHealthcare egészségügyi biztosítótársaság vezérigazgatóját, Brian Thompsont lelőtték a New York Hilton Midtown hotel bejáratánál Manhattanben, New York városában. Thompson a UnitedHealthcare anyacégének, a UnitedHealth Groupnak az éves befektetői találkozójára tartott, amikor egy maszkot és hátizsákot viselő férfi néhány méterről többször meglőtte, majd elmenekült a helyszínről.
A gyilkosság feltételezett elkövetője a 26 éves, olasz-amerikai, informatikusként dolgozó Luigi Mangione, akit öt nappal a bűncselekményt követően, december 9-én tartóztattak le Altoonában. A hatóságok beszámolója szerint Mangionénál találtak a gyilkos fegyverrel megegyező, 3D-nyomtatással készült pisztolyt és hangtompítót, egy kézzel írott jegyzetet, amelyet kiáltványnak tituláltak, egy amerikai útlevelet és több hamis igazolványt, köztük azt is, mellyel bejelentkezett a hostelbe, ahol tartózkodott a gyilkosság előtt. Mangionét óvadék nélkül tartják fogva Pennsylvaniában előre megfontolt gyilkosság, engedély nélküli lőfegyver birtoklása és okirat-hamisítás miatt, ügyvédje szerint ártatlannak fogja magát vallani.
Thompson halála számos amerikaiból gúnyos és megvető reakciót váltott ki a személyét és a UnitedHealth Groupot illetően, és az esemény több vitát robbantott ki az Amerikai Egyesült Államok egészségügyi rendszerének hibáival kapcsolatban. Számos közösségi médiás posztban indokoltnak és megérdemeltnek minősítették a gyilkosságot. Ezen hozzáállás többnyire az Egyesült Államok egészségbiztosítási iparának tevékenységével kapcsolatos haragból fakad, miszerint számos cég (köztük a UnitedHealth) üzleti célból tagadja meg az ügyfelek ellátását. Ebből kifolyólag, Thompson halálát hasonlították azoknak az ügyfeleknek a káraihoz vagy halálához, akiktől az általa vezetett cég tagadta meg az egészségügyi ellátást.

## Háttér

### Thompson és a UnitedHealthcare
Brian Thompson 2021 áprilisától haláláig a UnitedHealth Group biztosításért felelős cégének, a UnitedHealthcare-nek vezérigazgatója volt. Az özvegye, Paulette a gyilkosságot követően azt nyilatkozta, hogy a férjét több fenyegetés érte, feltételezhetően a „(biztosítási) fedezetek hiánya” miatt.
A UnitedHealthcare 49 millió amerikai egészségbiztosítását kezeli és 281 milliárdos bevétele volt a 2023-as üzleti évben. 2021-ben az Amerikai Kórházszövetség nyílt levelében kritizálta Thompsont, miután a UnitedHealthcare terve szerint a nem kritikus fontosságúnak minősített sürgősségi osztályos látogatások esetén megtagadták volna a fizetést. 2020 és 2022 között a sürgősségi ellátásokra vonatkozó kárigények elutasítási aránya több, mint megkétszereződött. Egy 2023 novemberében indult kollektív per vádja szerint a cég Thompson vezetése alatt egy olyan mesterséges intelligenciamodellt használt a kárigények elutasításának automatizálására, melyről tudták, hogy 90%-os hibaaránya volt. 2024 szeptemberében a UnitedHealth Group gyógyszertári szolgáltatójának, az Optumnak az Eden Prairie-i székelye előtt volt egy tüntetés, ugyanis a tüntetők szerint az Optum üzleti gyakorlatai felverik a gyógyszerek árát és tönkreteszik a független gyógyszertárakat.

### A gyanúsított előkészületei
A gyanúsított 2024. november 24-én érkezett New York városába busszal. A Greyhound Lines által üzemeltetett buszjárat Atlantából indult, azonban nem ismert, hogy a gyanúsított hol szállt fel. Ezután a Manhattan Upper West Side városrészében található HI New York City Hostelbe csekkolt be, hamis személyazonossággal és készpénzzel fizetve. A New Yorkban töltött 10 éjszakájából kilencet a hostelben töltött, ahonnan december 3-án jelentkezett ki.

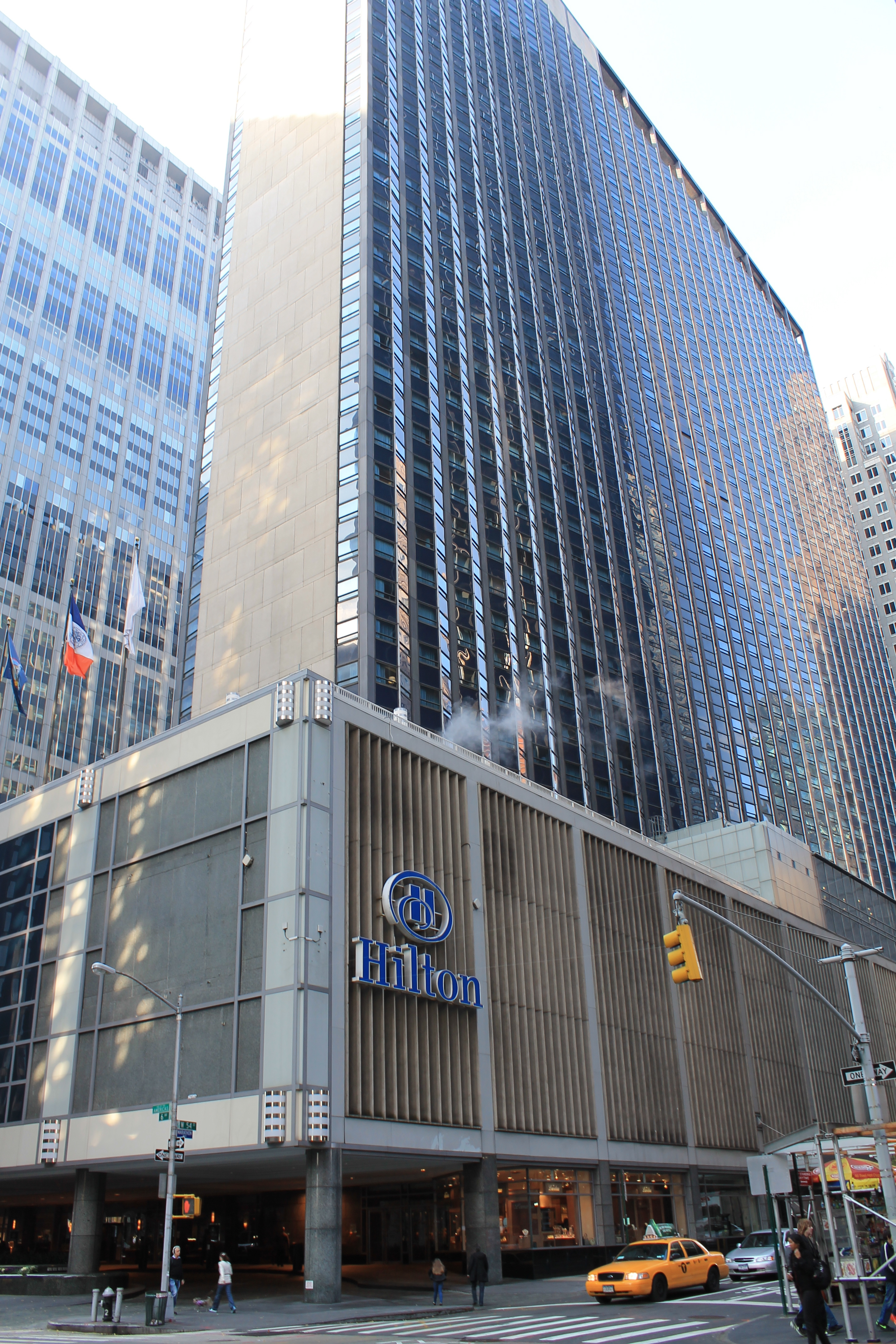
A New York Hilton Midtown hotel 2012-ben (az 54. utca jobbra látható)

## A gyilkosság
Thompson 2024. december 2-án érkezett New Yorkba, hogy a UnitedHealth Group éves befektetői találkozóján részt vegyen. December 4-én reggel 6:45 (EST) körül Thompson az 54. utcán sétált a New York Hilton Midtown hotel, a találkozó helyszíne felé. Az elkövető a hotellel szemben az utca másik oldalán több percig várakozott, majd átkelt, miután meglátta Thompsont. Az elkövető nagyjából 6 méter távolságból háromszor lőtte meg Thompsont egy hangtompítós 9 milliméteres pisztollyal, a golyók a hátát és a jobb vádliját találták el. A biztonsági kamerás felvételeken úgy látszik, mintha az elkövető minden lövés után kézzel működtetné a fegyver mechanizmusát, mely többeket arra engedett következtetni hogy a fegyvere egy hibás félautomata pisztoly volt. December 9-én a rendőrség Luigi Mangione táskájában talált egy 3D-nyomtatással készült pisztolyt és hangtompítót, amely kifejezetten hasonlít a biztonsági kamerás felvételeken látott fegyverre.
Az elkövető egy e-biciklivel hagyta el a helyszínt, a rendőrség szerint a George Washington Bridge buszmegálló felé tartva. Thompsont a Mound Sinai West kórházba szállították, ahol a halál beálltát reggel 7:12-kor állapították meg.

### Idővonal
| Idő (EST)              | Esemény | Forrás               |
| ---------------------- | --- | -------------------- |
| November 24. 22:11     | A gyanúsított megérkezik New Yorkba az Atlantából induló busszal, mellyel legfeljebb hét megállót tett meg.                     | [ 30 ]               |
| November 24.           | A gyanúsított bejelentkezik a HI New York City Hostelbe.                                                                        | [ 32 ]               |
| November 24.           | A gyanúsított felméri a New York Hilton Midtown hotel környékét.                                                                | [ 32 ]               |
| November 29.           | A gyanúsított kijelentkezik a HI New York City Hostelből.                                                                       | [ 21 ]               |
| November 30.           | A gyanúsított ismét bejelentkezik a HI New York City Hostelbe.                                                                  | [ 21 ]               |
| December 4. 5:30       | A gyanúsított elhagyja a hostelt, feltételezhetően kerékpárral.                                                                 | [ 30 ]               |
| December 4. 6:15       | A gyanúsított elhagyja az 57. utcai metrómegállót.                                                                              | [ 33 ]               |
| December 4. 6:17       | A gyanúsított kávét, vizet és müzliszeletet vett a New York Hilton Midtown hoteltől két háztömbre levő Starbucksban.            | [ 25 ] [ 33 ] [ 34 ] |
| December 4. 6:30       | A gyanúsított biztonsági kamerás felvétel alapján feltételezhetően telefonál séta közben.                                       | [ 19 ]               |
| December 4. 6:39 körül | A gyanúsított megérkezik a New York Hilton Midtown hotelhez.                                                                    | [ 25 ] [ 34 ]        |
| December 4. 6:40 körül | Thompson elhagyja az előző éjjeli szállását és elindul a New York Hilton Midtown hotel felé.                                    | [ 23 ]               |
| December 4. 6:44       | Miközben Thompson a hotel fele sétál, az elkövető többször meglövi, majd egyből elkezd északi irányba menekülni egy gyalogúton. | [ 25 ] [ 35 ]        |
| December 4. 6:46       | A rendőrség reagál egy 911-hívásra, miszerint meglőttek valakit.                                                                | [ 25 ]               |
| December 4. 6:48       | A rendőrség megérkezik a helyszínre, Thompsont kórházba szállítják. Az elkövető egy e-biciklivel halad a Central Park felé.     | [ 25 ] [ 33 ]        |
| December 4. 7:04       | A gyanúsított taxiba száll a 86. utcában.                                                                                       | [ 30 ]               |
| December 4. 7:12       | Megállapították Thompsonnál a halál beálltát a Mount Sinai West kórházban.                                                      | [ 25 ]               |
| December 4. 7:30       | A gyanúsított megérkezik a George Washington Bridge buszmegállóba.                                                              | [ 30 ]               |

## Nyomozás

### A helyszíni bizonyítékok
A gyilkosság helyszínén három töltényhüvelyt és három ki nem lőtt töltényt találtak. A hüvelyekre a „delay”, „deny” és „depose” szavak voltak írva (magyarul késleltetés, megtagadás és eltávolítás). Ezen három szó egy híján egyezik a „delay, deny, defend” szóhármassal, amely a biztosítóiparban egy jól ismert kifejezés a kártérítések kifizetésének megtagadásához alkalmazott stratégiák leírására. Ezen szóhármas a címe egy Jay M. Feinman nyugdíjazott professzor által írott 2010-es könyvnek, amely a biztosítócégeket kritizálja. A rendőrség nyomozza, hogy a hüvelyekre írt szavaknak köze lehet-e az elkövető indítékához.
A töltényeket leszámítva a helyszínen találtak egy palackot, cukorkapapírt és egy telefont, amelyek feltételezhetően a tetteshez köthetőek. December 6-án a rendőrség bejelentette, hogy megtalálták a tettes táskáját a Central Parkban, melyben egy Tommy Hilfiger kabát és játékpénz volt.

### A gyanúsított keresése
A New York-i Rendőrkapitányság 2024. december 4-én 10 000 dolláros jutalmat ajánlott fel az elkövetővel kapcsolatos információért cserébe. Másnap a hatóságok nyilvánosságra hoztak az elkövetőről biztonsági kamerákkal készült képeket a hostelben és egy Starbucks kávézóban. A tízezer dolláros jutalmat felajánló kapitányságon felül az FBI is csatlakozott a nyomozásba és 50 000 dolláros nyomravezetői díjat ajánlott fel.

## A gyanúsított
Luigi Nicholas Mangione (Towson, 1998. május 6.–) marylandi ingatlankereskedő család gyermeke. Alap- és mesterszakos mérnöki diplomáját a Pennsylvaniai Egyetemen szerezte, ahol a mesterséges intelligenciára szakosodott. A 2020-as ballagását követően adatmérnökként dolgozott egy digitális autókereskedő cégnél, ahol céges információk szerint körülbelül 2023-ig tevékenykedett. Az utolsó ismert lakcíme Honoluluban volt. 2024 novemberében édesanyja jelentette be Mangione eltűnését, ugyanis szerinte a család az év júliusa óta nem látta azt gondolva, hogy még a cégnél dolgozik San Franciscóban.

### Letartóztatása
Az altoonai rendőrség 2024. december 9-én tartóztatta le Mangionét egy helyi McDonald's gyorsétteremben. Az étterem egyik alkalmazottja hívta a hatóságokat, miután egy ottani vendég felismerte a New York-i rendőrség által publikált képek alapján a férfit. Altoona nagyjából 450 kilométerre található New Yorktól. A rendőrség szerint a gyanúsítottnál találtak egy a gyilkosságnál használt fegyverre hasonlító 3D-nyomtatott fegyvert és hangtompítót, egy hamis jogosítványt, amelyen ugyanaz a név szerepelt, amilyen néven bejelentkezett a hostelbe még november 24-én. A rendőrség beszámolója szerint a gyanúsítottnál továbbá találtak egy három oldalas, 262 szavas kézzel írott kritikát az amerikai egészségügyi rendszerről, melyet több helyen kiáltványnak titulálnak.
2024. december 9-én Mangionét Blair megyében vád alá helyezték engedély nélküli fegyverviselés, közokirat-hamisítás és „bűncselekmények eszközeinek” birtoklása miatt. Este 6 óra körül állították bíróság elé és megtagadták tőle az óvadékot. A nap végére vádat emeltek ellene előre megfontolt gyilkosság, három rendbeli illegális fegyvertartás és okirat-hamisítás miatt. Másnap, december 10-én is megtagadták tőle az óvadékot és Pennsylvaniában maradt előzetes letartóztatásban. Ha elítélik, életfogytiglani börtönbüntetéssel nézhet szembe, 20 év utáni feltételes szabadlábra helyezés lehetőségével.

### Az állítólagos kiáltvány
Ken Klippenstein amerikai újságíró 2024. december 10-én nyilvánosságra hozta a 262 szavas kézzel írott dokumentumot, melyet Luigi Mangione kiáltványának tartanak. A szövegben Mangione közvetlenül megszólította a szövetségi bűnüldöző szerveket, kijelentve, hogy egyedül cselekedett, és módszerei közé az „alapfokú pszichológiai manipuláció, alapszintű CAD és rengeteg türelem” tartozott. Hivatkozott egy spirálfüzetre, amely jegyzeteket és tevékenységlistákat tartalmazott, továbbá megemlítette, hogy munkájából adódóan a digitális lábnyoma elhanyagolható. A szövegben Mangione bocsánatot kér az általa okozott traumákért, miközben ragaszkodott ahhoz, hogy meg kellett tennie, amit elkövetett.
A szövegben az egészségügyi vezetőkre parazitaként utal, akik szerinte „megérdemelték”, továbbá erősen kritizálta az amerikai egészségügyi rendszert, többek között a tényt, hogy a világban az amerikai rendszer a legdrágább, viszont az ország nagyjából csak a 42. helyen áll a várható élettartam tekintetében. Külön kiemelte a UnitedHealth, mint az egyik legnagyobb amerikai cég piaci kapitalizációját. Mangione érvelésében megjelenik, hogy már több évtizede ismertek az amerikai egészségügyben tapasztalható korrupciós és kapzsisági problémák, azonban ezek azóta is fennállnak. Azt írta, hogy „ezen a szinten ez már nem felismerés kérdése, egyszerűen csak hatalmi játszmák zajlanak”. Végül, önmagát úgy jellemezte, mint „az első olyan, aki ilyen brutális őszinteséggel szembesül vele”.

### Nézetei és lehetséges indítékai
A rendőrség szerint Mangionét erősen inspirálta Ted Kaczynski kiáltványa, Az ipari társadalom és jövője. A kiáltványt Mangione véleményezte a Goodreads oldalon, ahol kifejezte, hogy Kaczynski „megérdemelte a büntetését”, és kritizálta, hogy civilekkel szemben is alkalmazott erőszakot. Végül a maximálisan adható öt csillagból négyet adott a kiáltványnak. Az értékelés végén egy idézet található, mely szerint „»Az erőszak nem megoldás« mondatot csak gyávák és ragadozók használják”.
A rendőrség szerint további lehetséges indíték Mangione csigolyacsuszamlása, melynek következtében sürgősségi ellátásban részesült 2023 júliusában.
A Business Insider tényfeltárása szerint Mangione szociális médiás jelenléte egyfajta frusztrációt és szkepticizmust mutat az egészségügyi rendszerrel és az orvosokkal szemben. Politikailag mind Joe Bidennel, mind Donald Trumppal szemben szkeptikus álláspontot fogalmazott meg, azonban Robert F. Kennedy Jr. elnökjelöltségét támogatta. A posztjai alapján aggodalmat fejezett ki a pornográfiával, a kvótarendszerrel és a szekularizációval szemben, és tradícionalista elveket támogatott.

## Fordítás
Ez a szócikk részben vagy egészben  a   Killing of Brian Thompson című angol Wikipédia-szócikk fordításán alapul.  Az eredeti cikk szerkesztőit annak laptörténete sorolja fel. Ez a jelzés csupán a megfogalmazás eredetét és a szerzői jogokat jelzi, nem szolgál a cikkben szereplő információk forrásmegjelöléseként.